# Íris Kantor
Íris Kantor (Presidencia Roque Sáenz Peña, 18 de outubro de 1964) é uma historiadora e professora universitária brasileira nascida na Argentina. Atualmente ocupa a cátedra de História Ibérica no Departamento de História da Faculdade de Filosofia, Letras e Ciências Humanas da Universidade de São Paulo.

## Biografia
Seu interesse pela História provém de seu pai, que sempre a instigou a ser questionadora. Conta, em diversas entrevistas, a vez em que discutia Civilização Egípcia na mesa de jantar, tal evento já demonstrava seu interesse em Arqueologia e História. Também desenvolveu interesse pela Economia, tendo prestado vestibular para cursar Economia e História na Universidade de São Paulo, em 1982.

### Formação
O falecimento de seu pai, um ano antes, todavia a impediu de ingressar, de imediato, na educação superior. Com o auxílio de sua avó, proprietária de um pequeno empreendimento em Pinheiros, e trabalhando enquanto realizava sua graduação, formou-se em História na Universidade de São Paulo, em 1988.
Durante a graduação, conta que estava convicta que tornaria-se uma medievalista, todavia, a partir de seu quarto periodo aproximou-se de Fernando Novais, que tornaria-se seu orientador de Iniciação Cientifica. Outra grande influência que contribuiu para que sua trajetória acadêmica fosse puxada para a História do Brasil foi Maria Odilia Silva Dias, que a aproximou da História de Minas Gerais.
Realizou mestrado em História Social pela mesma instituição, com orientação de Fernando Novais e financiamento do Cebrap. Sua dissertação foi defendida em 1996. Intitulada Pacto Festivo em Minas Colonial: A Entrada Triunfal do Primeiro Bispo na Sé de Mariana (1748), tratou da chegada de Dom Frei Manoel da Cruz ao recém-criado Bispado de Mariana, primeiro de Minas Gerais.
Seu doutorado em História Social, De Esquecidos e Renascidos: A Historiografia Acadêmica Lusoamericana (1724-1759), foi defendido em 2002, também na Universidade de São Paulo, com financiamento da Fapesp. Sua banca contou com grandes especialistas em História Brasileira, como Caio César Boschi, István Jancsó, Stuart Schwartz e Laura de Mello e Souza, e suas ponderações foram importantes para a História da Historiografia Brasileira.
A partir de sua pesquisa de doutorado notou uma deficiência em cartografia produzida por essas academias. Suas pesquisas, desde então, tem buscado analisar a História da Cartografia, tendo realizado diversas pesquisas com foco na Academia dos Renascidos, de Salvador. Atualmente vem buscado demonstrar como a cartografia do século XVIII foi mobilizada pelas classes dominantes para a construção do Estado Nação Brasileiro.
Realizou pós-doutoramento pela Universidade Yale.

### Atuação
É professora da Faculdade de Filosofia, Letras e Ciências Humanas da Universidade de São Paulo, desde 2003, onde leciona História Ibérica, História da Historiografia Colonial Brasileira e História da Cartografia Ibero-Americana. Anteriormente, entre 1992 e 2002 autou como docente da Fundação Escola de Sociologia e Política de São Paulo.
É sócio-correspondente desde 2013 do Instituto Histórico e Geográfico Brasileiro.

## Obras

### Publicadas
- Produzindo Fronteiras: Entrecruzando Escalas, Povos e Impérios na América Portuguesa. Belo Horizonte: Autêntica, 2020.
- Esquecidos & Renascidos: Historiografia acadêmica luso-americana (1724-1759). São Paulo: HUCITEC / Centro Estudos Baianos, 2004.[11]
- A Escola Livre de Sociologia e Política: anos de formação (1933-1953). São Paulo: Editora Escuta, 2001. Conjuntamente a Débora Maciel e Júlio de Assis Simões.
- O Trabalho em Minas Colonial. Editora Atual: São Paulo, 1996. Conjuntamente a Andrea Lisly Gonçalves.

### Organizadas
- Um Mundo Sobre Papel: livros, gravuras e impressos flamengos nos impérios português e espanhol. São Paulo: EDUSP/UFMG, 2014. Conjuntamente a Junia Ferreira Furtado, Eddy Stols, Werner Thomas, Serge Gruzinski, Carmen Bernard e Carmen Salazar Soler.
- Festa: Cultura e Sociabilidade na América Portuguesa. São Paulo: EDUSP / Hucitec / Fapesp / Imprensa Oficial, 2001. Organizado conjuntamente a István Jancsó.[11]